# Siemion Dukielski
Siemion Siemionowicz Dukielski (ros. Семён Семёнович Дукельский, ur. 1 sierpnia?/13 sierpnia 1892 w Jelizawetgradzie, zm. 30 października 1960 w Moskwie) – radziecki polityk żydowskiego pochodzenia, funkcjonariusz organów bezpieczeństwa, przewodniczący Komitetu ds. Kinematografii przy Radzie Ministrów ZSRR (1938–1939), ludowy komisarz floty morskiej ZSRR (1939–1942).

## Życiorys
Miał wykształcenie podstawowe, od 1908 pianista w kinoteatrach w Jelizawetrgadzie, Kijowie, Bobrujsku, Radomyślu, Aleksandrii i Petersburgu. W latach 1915–1917 służył w rosyjskiej armii, po rewolucji lutowej 1917 podjął agitację rewolucyjną w oddziałach wojskowych, wstąpił do SDPRR(b) i Czerwonej Gwardii. W latach 1918–1920 w Armii Czerwonej, od kwietnia 1920 w organach Czeki. Sekretarz Wydziału Specjalnego, zastępca szefa Oddziału Tajno-Operacyjnego Wydziału Specjalnego, p.o. zastępcy szefa Wydziału Specjalnego Frontu Południowo-Zachodniego, od listopada 1920 do stycznia 1921 szef Wydziału Specjalnego Centralnego Zarządu Nadzwyczajnych Komisji Ukraińskiej SRR, od stycznia do kwietnia 1921 szef Wydziału Walki z Bandytyzmem tego zarządu, od 10 kwietnia do 3 grudnia 1921 zastępca szefa i p.o. szefa Wydziału Specjalnego Wszechukraińskiej Czeki przy Radzie Komisarzy Ludowych Ukraińskiej SRR, równocześnie zastępca szefa Wydziału Tajno-Operacyjnego oddziałów Wszechukraińskiej Czeki. Od 3 grudnia 1921 do 7 czerwca 1922 tymczasowy p.o. przewodniczącego Czeki Guberni Odeskiej – szefa Odeskiego Gubernialnego Oddziału Czeki, następnie do września 1922 jej przewodniczący. Od września 1922 do czerwca 1923 w rezerwie, następnie szef Południowego Wydziału Transportowego OGPU przy Radzie Komisarzy Ludowych ZSRR, od 1 lipca 1924 szef wołyńskiego gubernialnego oddziału OGPU, od 1 września 1924 szef jekaterynosławskiego gubernialnego oddziału Czeki, a od 1 września 1925 do stycznia 1926 - jekaterynosławskiego okręgowego oddziału Czeki. Od kwietnia 1926 zarządca trustu w Odessie, dyrektor fabryki w Charkowie, przewodniczący Zarządu Trustu „Donbasstok”, od 24 czerwca 1930 ponownie w organach OGPU - szef Tajnego Zarządu Operacyjnego Pełnomocnego Przedstawicielstwa OGPU w Obwodzie Centralno-Czarnoziemskim i równocześnie zastępca tego Przedstawicielstwa, od 8 października 1931 zastępca przewodniczącego Pełnomocnego Przedstawicielstwa OGPU Białoruskiej SRR, od 22 maja 1932 do 10 lipca 1934 pełnomocny przedstawiciel OGPU w Obwodzie Centralno-Czarnoziemskim, od 15 lipca 1934 do 14 czerwca 1937 szef Zarządu NKWD obwodu woroneskiego, 29 listopada 1935 mianowany starszym majorem bezpieczeństwa państwowego. Latem 1937 został ranny i kontuzjowany w wypadku samochodowym i na dłuższy czas trafił do szpitala. Od 15 lipca 1937 do 29 stycznia 1938 oficer do zadań specjalnych przy Ludowym Komisariacie Spraw Wewnętrznych ZSRR, od 23 marca 1938 do 4 czerwca 1939 przewodniczący Komitetu ds. Kinematografii przy Radzie Ministrów ZSRR, od 21 marca 1939 do 5 października 1952 członek Centralnej Komisji Rewizyjnej WKP(b). Od 9 kwietnia 1939 do 8 lutego 1942 ludowy komisarz floty morskiej ZSRR, od lutego 1942 do kwietnia 1943 pełnomocnik Ludowego Komisariatu Obrony ZSRR do produkcji amunicji w obwodzie czelabińskim, od marca 1943 do 1948 zastępca ludowego komisarza/ministra sprawiedliwości ZSRR, od czerwca 1953 na emeryturze. Odznaczony Orderem Lenina (10 marca 1939), Orderem Czerwonego Sztandaru (30 czerwca 1922) i dwoma Odznakami „Honorowy Funkcjonariusz Czeki/GPU”. Deputowany do Rady Najwyższej ZSRR 1 kadencji.